# H.O.T.
H.O.T. (Hangul: 에이치오티; acronim pentru High-five of Teenagers) este un grup de băieți sud-coreean, creat de S.M. Entertainment în 1996. Ei sunt considerați a fi prima trupă de idoli K-pop, iar formula lor de succes a devenit modelul urmatoarelor trupe care le-au urmat. Grupul era format din:  Moon Hee-joon, Jang Woo-hyuk, Tony An, Kangta și Lee Jae-won.

## Discografie

### Album de studio
- We Hate All Kinds Of Violence... (1996)
- Wolf and Sheep (1997)
- Resurrection (1998)
- I Yah! (1999)
- Outside Castle (2000)

### Album live
- Greatest Hits: Song Collection Live Album (1999)
- '99 Live in Seoul (2000)
- H.O.T. Forever (2001)